# Front de salut national (Tunisie)
Pour les articles homonymes, voir Front de salut national et FSN.
Le Front de salut national (arabe : جبهة الخلاص الوطني) est une coalition politique tunisienne fondée le 31 mai 2022 dans le contexte de la crise politique. Présidée par Ahmed Néjib Chebbi, elle rassemble des partis et mouvements politiques qui veulent contrer le président de la République Kaïs Saïed.

## Histoire
La coalition est fondée le 31 mai 2022 pour contrer ce que ses membres considèrent comme un « coup d'État » effectué par le président de la République Kaïs Saïed le 25 juillet 2021,.
Dès le début de l'année 2023, plusieurs membres de la coalition sont arrêtés par la police tunisienne,.
Le 18 avril 2023, les autorités décident la fermeture du siège à Tunis.
En avril 2024, la coalition annonce boycotter la prochaine présidentielle qu'elle qualifie de « comédie électorale ».

## Composition
La coalition rassemble cinq partis :
- Ennahdha, présidé par Rached Ghannouchi ;
- Al Amal, présidé par Ahmed Néjib Chebbi ;
- Hizb el-Harak, présidé par Khaled Traouli ;
- Coalition de la dignité, présidé par Yosri Daly ;
- Au cœur de la Tunisie, présidé par Nabil Karoui.

La coalition compte également sept collectifs et mouvements politiques et de la société civile :
- Citoyens contre le coup d'État et l'Initiative démocratique, dirigés par Jaouhar Ben Mbarek[9] ;
- Rencontre nationale de salut, regroupant quatorze personnalités, dont Ahmed Néjib Chebbi et Tarek Fetiti[7] ;
- Tunisiens pour la démocratie ;
- Rencontre pour la Tunisie ;
- Coordination des députés ;
- Rencontre des jeunes pour la démocratie et la justice sociale.

## Structure

### Instance exécutive
Le Front de salut national est dirigé par des représentants des différents partis et initiatives de la société civile, :
- Ahmed Néjib Chebbi, président[12] ;
- Samira Chaouachi ;
- Jaouhar Ben Mbarek ;
- Ridha Belhaj ;
- Samir Dilou ;
- Yosri Daly ;
- Sami Chebbi ;
- Mohamed Amin Saidani ;
- Omar Sifaoui ;
- Riadh Chaibi.

### Commissions
La coalition compte plusieurs commissions, dont la commission des libertés, chargée de scruter les violations et d'assurer le suivi des dossiers judiciaires des opposants politiques, une commission juridique et une commission chargée de la relation avec les médias. Elle compte également un forum de réflexion dirigé par le journaliste Slaheddine Jourchi (ar).